# Селлье, Феликс
Феликс Селлье (нидерл. Félix Sellier; 2 января 1893, коммуна Жемеп-сюр-Самбр, провинция  Намюр, Бельгия — 16 апреля 1965, Жамблу, Бельгия) — бельгийский профессиональный шоссейный велогонщик в 1920-1928 годах. Двукратный чемпион Бельгии в групповой гонке (1923, 1926). Трёхкратный победитель велогонки Париж — Брюссель (1922, 1923, 1924). Победитель велогонок: Бенш — Шиме — Бенш (1912), Тур Бельгии (1924), Париж — Рубе (1925).

## Достижения
1912
1-й Бенш — Шиме — Бенш
1921
1-й — Этап 13 Тур де Франс
4-й Париж — Брюссель
5-й Париж — Брест — Париж
1922
1-й Париж — Брюссель
2-й GP Wolber
2-й Чемпионат Бельгии — Групповая гонка
3-й Тур де Франс — Генеральная классификация
1-й — Этап 14 
4-й Париж — Тур
1923
1-й  Чемпион Бельгии — Групповая гонка
1-й Париж — Брюссель
2-й Тур Бельгии — Генеральная классификация
1-й — Этап 5
2-й Париж — Тур
2-й Giro della Provincia Milano
3-й Льеж — Бастонь — Льеж
3-й Париж — Рубе
4-й Бордо — Париж
1924
1-й Париж — Брюссель
1-й  Тур Бельгии — Генеральная классификация
1-й — Этап 3
2-й Чемпионат Бельгии — Групповая гонка
2-й Giro della Provincia Milano
3-й Париж — Рубе
3-й Тур Фландрии
3-й GP Wolber
9-й Милан — Сан-Ремо
1925
1-й Париж — Рубе
1-й — Этап 2 Тур Страны Басков
9-й Тур де Франс — Генеральная классификация
1926
1-й  Чемпион Бельгии — Групповая гонка
2-й Тур Бельгии — Генеральная классификация
1-й — Этап 2
3-й Париж — Брюссель
5-й Тур де Франс — Генеральная классификация
1-й — Этап 4 
7-й Париж — Рубе
1928
1-й Шесть дней Брюсселя (трек)
2-й Чемпионат Бельгии — Групповая гонка

### Гранд-туры
| Гранд-тур      | 1920 | 1921 | 1922 | 1923 | 1924 | 1925 | 1926 |
| -------------- | ---- | ---- | ---- | ---- | ---- | ---- | ---- |
| Джиро д’Италия | —    | —    | —    | —    | —    | —    | —    |
| Тур де Франс   | НФ   | 16   | 3    | НФ   | НФ   | 9    | 5    |

| —  | Не участвовал  |
| НФ | Не финишировал |